# Fire and Rain (album)
1998-ban egy angol nyelvű albumot is megjelentetett az Edda Művek. Ezen a korábban már népszerűvé vált Edda-számok találhatóak, angol nyelvű változatban. A dalok közül a The Circle és a Crazy Feeling már megjelent korábban a Szélvihar album bónuszaként, azonban ezeket a zenekar akkori (és egyben jelenlegi) felállása újravette.

## Számok listája
1. Lost Illusions (Elveszett illúziók)
2. Your Everything (Büszke sas)
3. One Last Love (Utolsó érintés)
4. Crazy Feeling (Ördögi kör)
5. Someday (Elérlek egyszer)
6. One-Way Ticket (Egyirányú út)
7. So Long (Nincs visszaút)
8. Heart (Megint egy balhé)
9. Our Song (Lelkünkből)
10. The Fall (Zuhanás)
11. The Circle (A kör)
12. Heaven's Gate (Újra láttalak)
13. Love Like Magic Spell (Vad éjszakák)
14. Tess (Te talán megértesz)

## Az együttes felállása
- Alapi István – szólógitár
- Gömöry Zsolt – billentyűs hangszerek
- Hetényi Zoltán – dob, ütőhangszerek
- Kicska László – basszusgitár
- Pataky Attila – ének

Közreműködött:
- Csányi István, Keresztes Ildikó, Kovács Péter – vokál